# Črno morje, Turčija
Črno morje (turško Karadeniz Bölgesi) je pokrajina v Turčiji, ki se nahaja ob Črnem morju. 

## Province
- Amasya (provinca)
- Artvin (provinca)
- Bartın (provinca)
- Bayburt (provinca)
- Bolu (provinca)
- Çorum (provinca)
- Düzce (provinca)
- Giresun (provinca)
- Gümüşhane (provinca)
- Karabük (provinca)
- Kastamonu (provinca)
- Ordu (provinca)
- Rize (provinca)
- Samsun (provinca)
- Sinop (provinca)
- Sivas (provinca)
- Tokat (provinca)
- Trabzon (provinca)
- Zonguldak (provinca)